# Wilma Neruda
Wilhelmina "Wilma" Maria Franziska Neruda, född 21 mars 1838 i Brünn (nu Brno i Tjeckien), död 15 april 1911 i Berlin, var en tysk (mährisk) violinist. 
Hon var dotter till Josef Neruda. Hennes syskon Amalie, Victor, Maria, Eugenie och Olga och Franz Neruda var alla musiker.
Wilma Neruda studerade violin för Leopold Jansa i Wien, och uppträdde där redan vid sex års ålder. Hon företog konsertturnéer i Tyskland, England och Ryssland innan hon 1861 kom till Stockholm, där hon bosatte sig och framträdde som violinist. Neruda var 1864–1869 gift med den svenske tonsättaren Ludvig Norman och blev i äktenskapet mor till Ludvig Norman-Neruda. 1867–1870 var hon lärarinna i violinspel vid konservatoriet i Stockholm. 1868–1898 var hon verksam i London, där hon varje år framträdde som firad violinvirtuos. Här träffade hon den tyskfödde pianisten och dirigenten Charles Hallé, som hon gifte sig med 1888. Från 1900 var hon bosatt i Berlin, där hon var verksam som lärarinna vid Sternska konservatoriet. Hon blev 1901 hedersledamot av hovkapellet.
Neruda invaldes den 20 december 1861 som utländsk ledamot nr 138 av Kungliga Musikaliska Akademien och blev sedan svensk ledamot nr 403 den 21 oktober 1864. Hon erhöll Litteris et Artibus 1863.

## Galleri

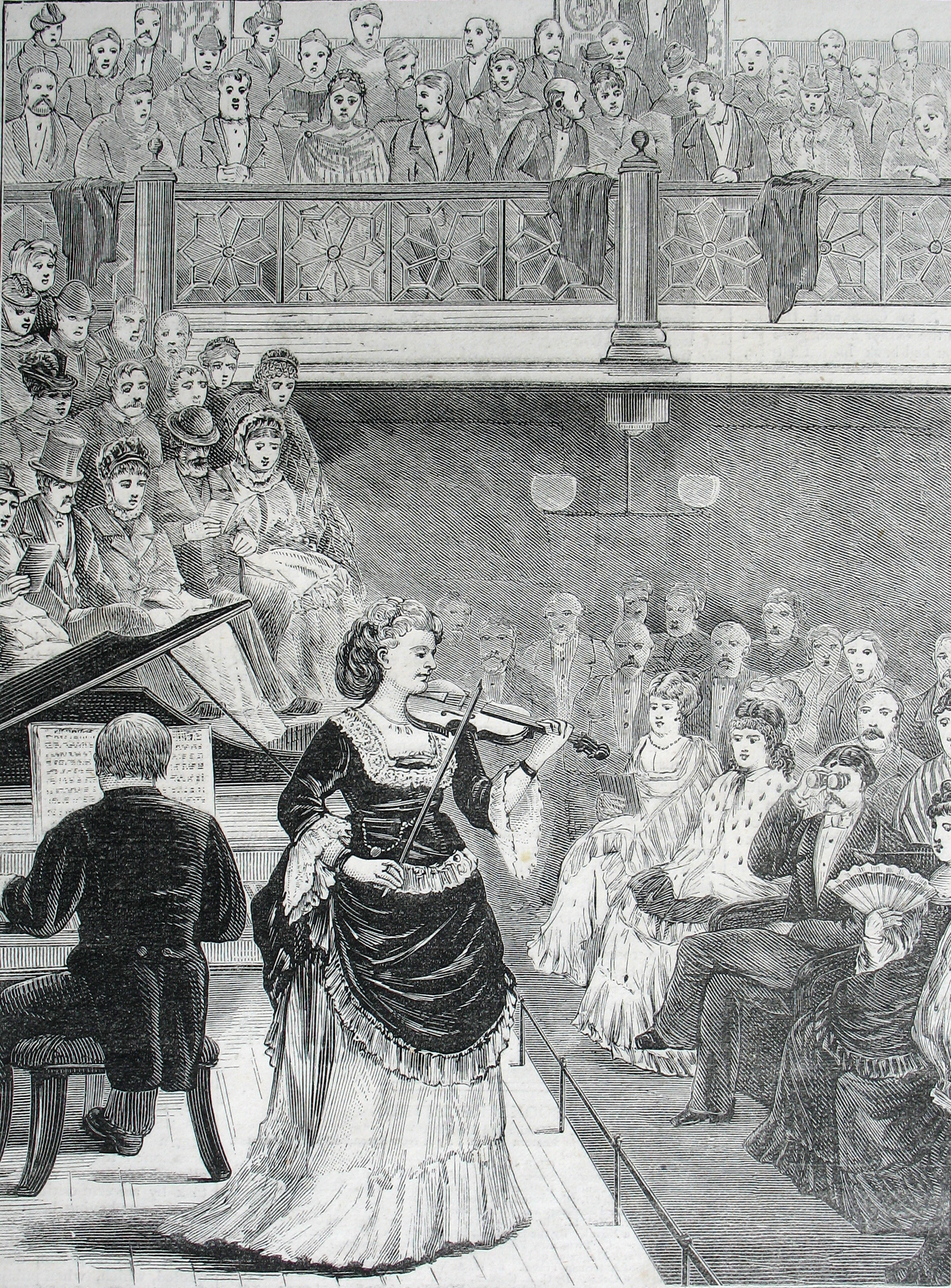
Wilma Norman-Neruda.
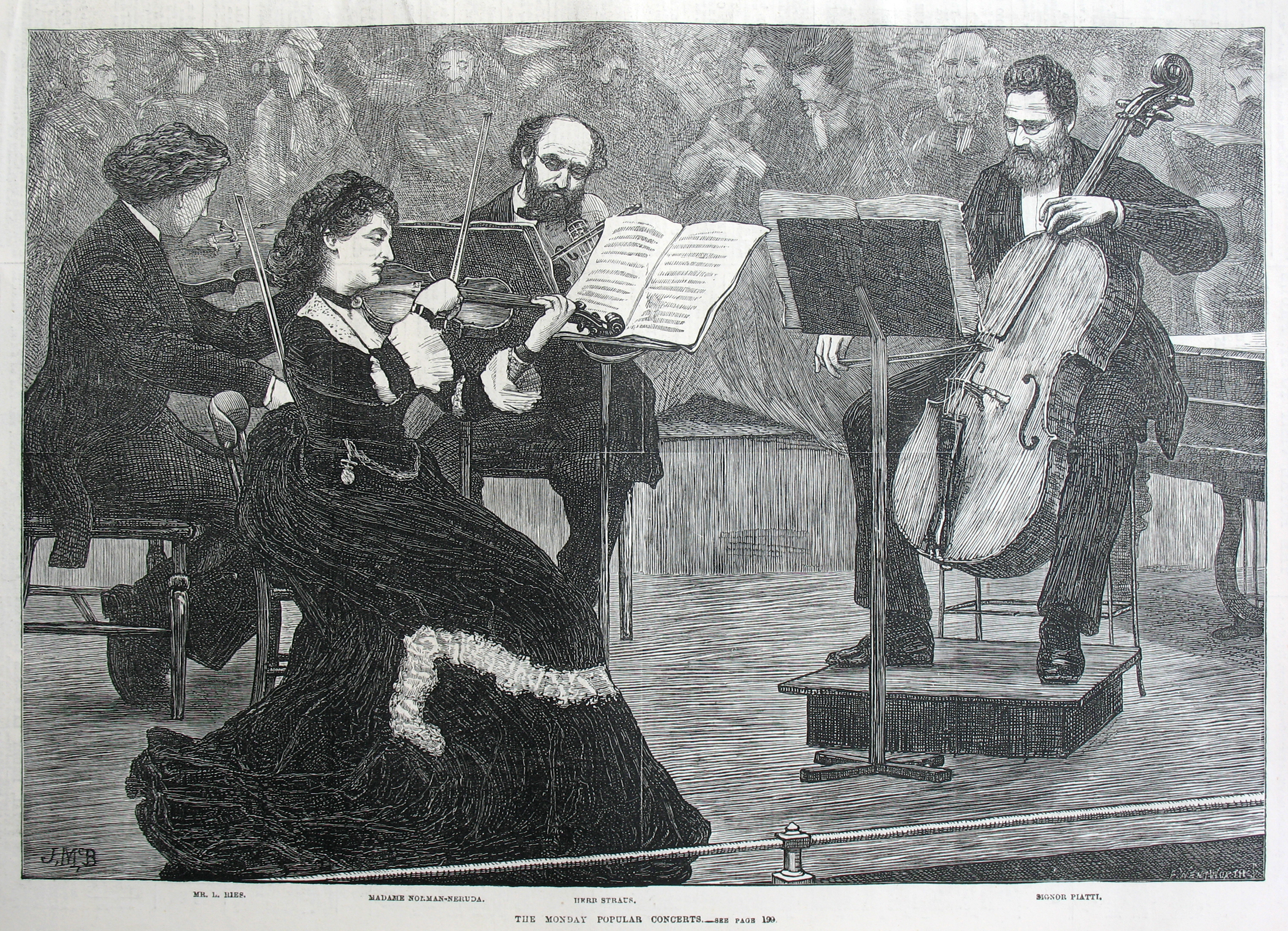
Wilma Norman-Neruda.